# اندیس آنومالی شمال دابانلو
آنومالی شمال دابانلو یک اندیس فلزی است که در حوالی شهر سلطانیه استان زنجان قرار دارد و مادهٔ معدنی موجود در آن، طلا است.سنگ میزبان این اندیس گرانیت، آبرفت است و دیرینگی آن به دوران ژوراسیک می‌رسد. 